# Tonkinaphaenops yinquanicus
Tonkinaphaenops yinquanicus — вид жуків родини турунових (Carabidae). Описаний у 2019 році.

## Поширення
Ендемік Китаю. Відомий лише у типовому місцезнаходженні — печері Їньцюань (Yinquan Dong) в окрузі Цзіньсі провінції Гуансі на півдні країни.